# Sylvia Plath
Sylvia Plath, född 27 oktober 1932 i Boston, Massachusetts, död 11 februari 1963 (självmord) i London, Storbritannien, var en amerikansk poet och författare. Hennes mest kända verk är romanen Glaskupan, men även diktsamlingarna The Colossus and other poems och Ariel har rönt stor uppmärksamhet. Hennes stormiga äktenskap med författaren Ted Hughes och hennes självmord medelst gas vid 30 års ålder har lett till stora spekulationer.
Hon är en av flera författare som tilldelats Pulitzerpriset postumt – den första var Amy Lowell 1926 – då hon 1982 fick Pulitzerpriset för poesi för The Collected Poems.

## Biografi

### Uppväxt
Plaths föräldrar var tysk- och biologiläraren Otto Plath och Boston University-studenten Aurelia Schober. De träffades 1929, när han undervisade henne. De gifte sig i januari 1932 och Sylvia Plath föddes i oktober 1932 och fick 1935 en bror, Warren. Familjen bodde i en förort till Boston fram till 1936, då de flyttade till Winthrop, öster om Boston, vid havet.
Fadern dog emellertid redan 1940 i sviterna av diabetes, trots att det då var möjligt att förhindra hans död. Han hade varit en auktoritär figur i den då 8-åriga dotterns liv, och både hans strikthet och hans död påverkade Sylvia Plaths diktning. Efter faderns död flyttade familjen till Wellesley, där Sylvia Plath bodde tills hon började i college. Modern undervisade på läkarsekreterarprogrammet på Boston University från 1942, ända fram till 1970.
Modern har beskrivit hur hon lät barnen gå om en klass (i sin dotters fall femte klass) för att istället ta promenader vid havet och i skogen, under långa samtal, och att hon läste poesi och sjöng för barnen.

### Skoltiden
Hon var populär i skolan och duktig som elev, särskilt i kreativt skrivande. Från omkring 11 års ålder förde Plath dagbok, men lyckades även vid flera tillfällen bli publicerad i regionala tidningar. 1950, strax efter att hon slutat high school, blev hon för första gången publicerad nationellt, då artikeln "Youth's Appeal for World Peace" publicerades i tidskriften The Christian Science Monitor.
Samma år började hon på kvinnoskolan Smith College efter att ha fått ett stipendium. Stipendiet hade instiftats av författaren Olive Higgins Prouty, och Plath började brevväxla med henne, något som fortsatte ända till Plaths död.
Plath ägnade sig mycket åt sitt skrivande under studietiden, och läste och härmade poeter som Dylan Thomas, Wallace Stevens, W.H. Auden och John Crowe Ransom. Hennes mål var att skriva noveller för kvinnotidningar såsom Ladies Home Journal, men trots att hon fick några små alster publicerade, fick hon mestadels refuseringar. För att försörja sig fick hon skala potatis och arbeta som servitris, vilket frustrerade Plath som såg sina medstudenters betydligt högre levnadsstandarder.
Hennes övriga studier var mycket framgångsrika och hon ansågs vara en duktig student.
Delar av hennes studietid gick också åt till romantiska möten med pojkar i samma ålder. Hon har i sina dagböcker beskrivit att hon varit tillsammans med 'hundratals' pojkar. Hon ogillade att könens sexuella erfarenheter räknades olika, särskilt som hennes känslor var så starka. I sina dagböcker och dikter noterar Plath många olika unga män hon var intresserad av. Hon var under en kort period förlovad med den likaledes litteraturintresserade Gordon Lameyer, men det var med den intellektuelle Richard Sassoon som hon kände sig både utmanad och sexuellt stimulerad.
Under sin första termin vann hon en skönlitteraturtävling i tidskriften Mademoiselle med novellen "Sunday at the Mintons". Sommaren därefter fick hon resa till New York som tidskriftens gästredaktör. Under månaden i New York bodde hon på kvinnohotellet Barbizon Hotel. Denna vistelse har Plath senare skildrat i sin roman Glaskupan. Hennes dagboksanteckningar är däremot mycket sparsamma, vilket beror dels på att Plath ansträngt sig både fysiskt och psykiskt under sin månad i New York, dels på att hon sökte till en sommarkurs i kreativt skrivande vid Harvard som hon fick avslag ifrån.

### Depressioner
Det var i samband med sommaren 1953 som Plath först började erfara djupa depressioner. I Plaths dagböcker beskriver hon det på följande sätt: 
| ”                             | Det är som om mitt liv på ett magiskt sätt styrdes av två elektriska strömmar: glädjefylld positiv och förtvivlande negativ — och den som styr för närvarande dominerar mitt liv, översvämmar det. | „ |
| – Plaths dagbok, 20 juni 1958 | |   |

Under Plaths livstid fanns det inga effektiva mediciner mot bipolär sjukdom. I augusti 1953 genomförde Plath sitt första självmordsförsök (tabletter). Hon gömde sig i en krypgrund i källaren och svalde så många tabletter att hon förlorade medvetandet. Hon hade dock lämnat ett brev, som modern hittade och därför tillkallade polisen, som påbörjade en stor sökning. Det dröjde mer än ett dygn innan hon hittades. Hon överlevde och blev inlagd på mentalsjukhus. Den behandling som fanns var elchocker och psykoterapi. Hennes läkare skulle bli ett stöd för henne även under kommande år. Dessa erfarenheter återberättade Plath senare om i romanen Glaskupan.

### Flytten till England och studietiden
År 1955 återvände Plath till Smith College och tog examen summa cum laude, ett sällsynt distinktionsbetyg. Hon skrev en uppsats om Fjodor Dostojevskij: "The Magic Mirror: The Double in Dostoevsky". Under sin studietid erhöll hon Fulbright-stipendium till studier vid Cambridge-universitetet i England. Plath var entusiastisk inför möjligheten att resa till Storbritannien där den bästa utbildningen fanns, men på Cambridge fanns också tio manliga studenter för varje kvinnlig student, så chansen att hitta en bra make var god.
Studietiden blev en stor förändring: Plath fick studera mycket på egen hand men även en stark förebild i sin handledare, Dorothy Krook. De andra studenterna drev stundom med hennes amerikanska accent, men hon var fortsatt en utmärkt student. Plaths arbetsbörda lät henne dock gå med i en studentteater (Amateur Dramatics Club), där hon fick en roll som en tokig poet.
Hennes känslor för Richard Sassoon hade inte mattats och hon sökte upp honom i Paris där han studerade. Han visade henne Paris, men tog även med henne till Nice. Efteråt meddelade Sassoon att han skulle resa tillbaka USA för att göra sina två års militärtjänstgöring, men bägge verkar ha haft fortsatt starka känslor för varandra efteråt.
Englands väder blev dock en utmaning för Plath, som också fick ögonproblem. Hon började därför fundera på om Cambridge skulle bli för mycket för henne, särskilt som omgivningen började förvänta sig att hon skulle träffa en man och hon behövde någon att älska, som älskade henne.

### Mötet med Ted Hughes och författardebut
Efter att ha läst en recension i den litterära tidskriften Saint Botolph's Review blev hon nyfiken på den engelske poeten Ted Hughes. Hon bestämde sig för att besöka ett party på Falcon Yard vid Newnham College den 25 februari 1956 där Hughes skulle medverka som inbjuden gäst. Med sig hade Plath en potentiell pojkvän, och Hughes hade kommit dit med kvinnligt sällskap.
Mötet mellan Plath och Hughes har beskrivits ingående av Plath i hennes dagbok. Hennes beskrivning är omväxlande som en "orgie" och ett tillfälle som slutade med blodvite efter att Plath bitit Hughes. Hughes betraktades som en stor förförare och attraktionen mellan Hughes och Plath var uppenbar för omgivningen. Plath noterade i sin dagbok att Hughes storhet kunde mäta sig med Sassoons, men att hon fortfarande var kär i Sassoon. När Plath dock åkte för att träffa Sassoon i Paris igen, hade han åkt därifrån, möjligen eftersom Plath hade i ett brev  skrivit till honom om sin begynnande affär med Hughes.
Plath och Hughes gifte sig den 16 juni 1956.
Plath fortsatte sina poesistudier genom att resa till Massachussetts 1957, där hon mötte poeterna Robert Lowell och Anne Sexton. Samtidigt försörjde hon sig som engelsklärare på sin gamla skola, Smith College. Hon återvände till England 1959.
År 1960 respektive 1962 föddes parets två barn Frieda och Nicholas. Frieda föddes samma år som Plaths första diktsamling, Colossus, publicerades.

### Äktenskap ochGlaskupan
Äktenskapet med Hughes var stormigt och Hughes lämnade Plath 1962 för en annan kvinna, Assia Gutmann Wevill. De skilde sig dock inte, något som senare skulle få konsekvenser för Plaths kvarlåtenskap.
Den följande depressionen orsakade Plaths nästa skrivperiod, då hon producerade huvuddelen av dikterna till en av sina mest kända böcker, Ariel. Hon läste själv in flera av dikterna från Ariel.
Hon tillbringade en del tid på mentalsjukhus igen. Under tiden skrev hon också på det som skulle bli hennes enda roman, Glaskupan. Enligt Plaths mor fick Plath blindtarmsinflammation, samtidigt som hon hade hand om sina två barn själv. Hon var därför i behov av att skriva en succé. Modern föreslog att boken skulle handla om en konflikt mellan barn och förälder.
Boken gavs ut den 14 januari 1963 under pseudonymen Victoria Lucas, bara några veckor innan Plaths självmord. Den fick mestadels positiva recensioner och handlar om en kvinna, Esther Greenwood, som bryts ner av sina mentala problem efter att ha varit gästredaktör på en tidskrift i New York. Likheterna mellan Greenwood och Plath är slående, och många har därför dragit slutsatsen att boken är mycket självbiografisk. Modern menar dock att Plath skickligt vävt ihop självbiografiska händelser och fantasier. Andra analyser är att boken handlar om kvinnors begränsade roll i samhället.

### Självmordet

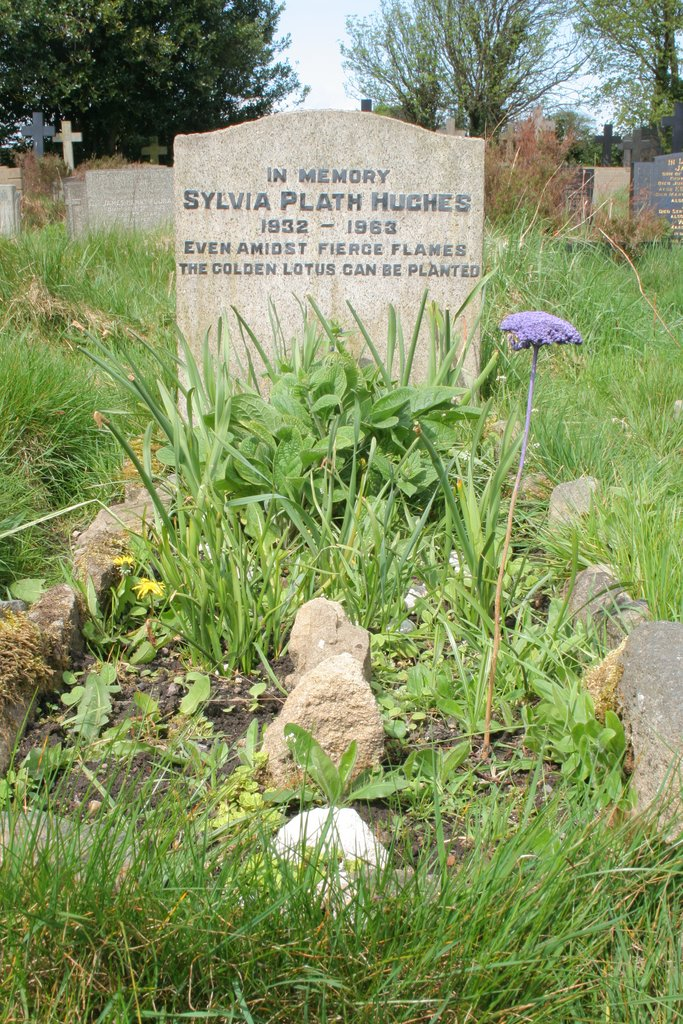
Sylvia Plaths gravsten.

Vintern 1963 var kall i Storbritannien och Plath hade fått influensa. Trots det författade hon ungefär en dikt om dagen. Den 11 februari lämnade Plath ett meddelande till sin granne om att kontakta läkare. Hon lämnade mjölk och kakor till barnen, som var 3 respektive 1 år gamla. Därefter tejpade hon för dörrkarmarna till rummet där hennes två barn sov och gasade ihjäl sig själv genom att vrida på alla plattor samt ugnen på gasspisen.
Självmordet har orsakat mycket diskussion, särskilt kring Hughes roll. Paret hade träffats några dagar innan självmordet och Plath hade bett Hughes att flytta från landet för att ge henne ro att arbeta. Efteråt har flera av Plaths beundrare – bland andra Robin Morgan – lagt en stor del av skulden på Hughes, något som plågade honom.

## Författarskap
Plath skrev suggestiv, kraftfull och i högsta grad personlig lyrik, som ofta uttryckte ett slags övergivenhet. De sista dikterna, som publicerades postumt av Hughes, är också de mest kända. Med titlar som "Daddy" och "Medusa" gör de aggressivt upp med författarinnans förflutna, inklusive med hennes åsikter av utsatthet och maktlöshet i ett av män styrt samhälle. I "Lady Lazarus" är hon kvinnan som lär sig att dö och återuppstå, hela tiden vackrare. 
Sedan Plath begått självmord rönte efterlämnade brev och främst hennes poesi stort intresse. När samlingen Ariel släpptes, blev hon snabbt en ikon för 1970-talets framväxande kvinnorörelse. En del ur den senare amerikanska feminismen har hyllat henne som en martyr för manssamhället.
Utgivningen av Plaths verk har omgivits av mycket diskussioner. Trots att Plath ville skilja sig från Hughes var det han tillsammans med Plaths mor som bägge hade intressen av att presenteras i positiva ordalag. Modern försökte länge blockera utgivningen av Glaskupan i USA, eftersom den visade en negativ bild av henne, men tvingades så småningom erkänna sig besegrad. Hon gav senare ut delar ur drygt 1000 av Plaths brev hem till modern för att visa på dotterns kärlek och starka driv under skoltiden.
Plaths författarskap bygger till stor del på hennes dagboksanteckningar, som var mycket precisa.

## Eftermäle och i kulturen
Plath tillhör de mer uppmärksammade författarna under 1900-talet. Redan 1986 fanns det 700 utgivna arbeten om Plath och hennes författarskap.
År 1998 gav Ted Hughes ut diktboken Birthday Letters, med 88 dikter tillägnade och om sin fru. Flera av dem påbörjades redan under 1970-talet. Boken ansågs av The Guardian vara en av de 100 bästa fackböckerna.
År 1979 gjorde Rose Leiman Goldemberg en pjäs baserad på boken Letters Home om relationen mellan Plath och hennes mor. 2021 publicerade svenskan Elin Cullhed boken Eufori, med fokus på relationen mellan Plath och Hughes.
I sista avsnittet av Netflixserien House of Cards citerar huvudkaraktären Claire Underwood Plaths poem "Lady Lazarus".
Nedslagskratern Plath på planeten Merkurius är uppkallad efter henne.